# Caobanal 1.ª Sección (La Victoria)
Caobanal 1.ª Sección (La Victoria) es una localidad del municipio de Huimanguillo ubicado en la subregión de la Chontalpa del estado mexicano de Tabasco.

## Geografía
La localidad de Caobanal 1.ª Sección (La Victoria) se sitúa en las coordenadas geográficas 17°40′00″N 93°24′12″O / 17.666667, -93.403333, a una elevación de 33 metro sobre el nivel del mar.

## Demografía
Según el Conteo de Población y Vivienda 2020, efectuado por el Instituto Nacional de Estadística y Geografía, la localidad de Caobanal 1.ª Sección (La Victoria) tiene 247 habitantes, de los cuales 124 son del sexo masculino y 123 del sexo femenino. Su tasa de fecundidad es de 2.9 hijos por mujer y tiene 64 viviendas particulares habitadas.
| Gráfica de evolución demográfica de Caobanal 1.ª Sección (La Victoria) entre 1990 y 2020 |
|                                                                                          |
| INEGI.                                                                                   |